# 수잰 밸로그
수잰 엘스페스 밸로그(영어: Suzanne Elspeth Balogh, 1973년 5월 8일~)는 오스트레일리아의 사격 선수로 주 종목은 트랩이다. 2004년 하계 올림픽 여자 트랩 종목에서 금메달을 획득했다.